# Alessandro Morgillo
Alessandro Morgillo (Napoli, 5 dicembre 1999) è un cestista italiano.

## Carriera
Il 9 agosto 2023, firma un contratto annuale con la Fortitudo Bologna.
Il 16 giugno 2024, accetta la proposta della Juvi Cremona, dove firma un contratto annuale.